# 예루살렘
예루살렘(히브리어: יְרוּשָׁלַיִם 예루샬라임, 아랍어: القدس 알쿠드스[*], 영어: Jerusalem, 문화어: 꾸드스)은 서아시아에 있는 도시이다. 예루살렘은 팔레스타인 중심부의 지중해 연안 평야와 요르단 강에서 이어지는 그레이트 리프트 밸리 사이에 자리하고 있으며 3대 아브라함 계통의 종교인 기독교, 유다교, 이슬람교의 성지이다.
이스라엘과 팔레스타인 사이의 분쟁에서 적지 않은 문제점을 낳고 있으며 도시가 행정상 동예루살렘과 서예루살렘으로 나뉘어 있는 상태이다. 이스라엘의 경우 예루살렘을 수도로 삼고 있으나, 국제 사회상 인정하지 않고 텔아비브가 사실상 수도 역할을 하고 있다.

## 지명
예루살렘은 히브리어로 "평화의 마을"을 뜻한다. 성경에서는 '예루샬라임'(Yerushalaim)이라는 이름으로 등장한다.
아랍어 이름인 알쿠드스(al-Quds)는 아랍어로 "신성한"을 뜻한다. 알쿠드스라는 지명은 9세기에 무슬림 세력이 예루살렘을 정복한 뒤부터 처음 등장했다.

## 지리
예루살렘은 사해의 북쪽으로 약 28km 떨어져 유대아 산맥의 언저리의 해발 780m에 위치하며, 지형적으로 동쪽으로는 키드론 골짜기와 남쪽으로는 힌놈 골짜기의 가운데 솟은 구릉에 기원전 약 3000년 이래로 사람들이 부락을 이루어 사는 것으로 추측된다. 산악 지형이 가진 장점을 살려 예루살렘은 외부 침입을 쉽게 막을 수 있는 성채를 중심으로 서서히 도시의 윤곽이 잡혔다.

## 역사

### 청동기와 철기 시대
도시 요새화에 대한 가장 초기의 증거는 청동기 중기에서 후기에 나타나며 기원전 18세기경까지 거슬러 올라갈 수 있다. 기원전 1550-1200년경에 예루살렘은 이집트 속국 도시 국가의 수도였으며, 작은 이집트 수비대가 있고 압디-헤바 왕과 같은 임명자들이 통치하는 소수의 외딴 마을과 목가적 지역을 다스리는 작고 초라한 정착지였다. 아마르나 서신 EA 287에서 압디-헤바는 세겜의 왕 라바야(Labaya)가 "하비루 Habiru / 아피루 Apiru"에게 땅을 넘겨주었음을 파라오에게 고발한다. 세티 1세 (r. 1290-1279 BCE)와 람세스 2세 (r. 1279-1213 BCE) 시대에 번영이 증가함에 따라 주요 건설이 이루어졌다. 당시 이 도시의 주민들은 가나안 사람들이었으며 학자들은 그들이 야훼 중심의 독특한 일신교 신앙 체계의 발전을 통해 이스라엘 사람들로 진화했다고 보고 있다.
일부 학자들은 다윗 왕 시절과 그 이전의 예루살렘이 오늘날의 다윗 성이라 불리는 지역이 아니라 성전산 지역에 위치하였을 것이라 주장하였지만 상당수의 역사 지리학자들은 이러한 주장에 대해 반대하였다.
성경에 따르면, 기원전 10세기경, 다윗 왕이 구릉에 위치한 '시온의 성'이라 불리던 도시를 정복한 후 유대인들은 이곳을 '다윗의 성'이라 불렀다고 한다 (사무엘하 5,7: 역대기상11, 4-7: 열왕기상 8, 7). 이후 예루살렘은 이스라엘 민족에 중요한 뜻을 지니게 되었다. 다윗의 이름 밑에 유대 왕국과 이스라엘 왕국이 합병된 후, 예루살렘은 이스라엘 통일왕국의 수도가 되었다(사무엘하 2, 4: 5, 3). 이렇게 이곳은 다윗왕이 이스라엘 왕국의 수도로 정하면서 역사의 중심무대로 등장한다. 다윗이 죽은 후 그의 아들 솔로몬왕은 도시에 왕궁과 성전 및 성채를 새로이 건설하고 언약궤를 성전 안에 보관하였다고 타나크에 기록되어 전하고 있다(열왕기상 6-8). 솔로몬이 세상을 떠나자(BC 925년, 이설도 있다.) 이스라엘은 남북조 시대로 접어들었고, 예루살렘은 남조(南朝) 유다 왕국의 수도가 되었다고 한다. 
통일 이스라엘 왕국에 대해 현대 고고학에서 상당한 지분을 차지했던 이론은 이스라엘 핀켈슈타인이 제시한 '저연대Low Chronology' 이론이다.:59–61 이 이론에서 제시하는 층서학적 모델에 따르면, 그동안 통일 이스라엘 왕국의 것으로 인식되던 유물이나 유적들(게셀, 므깃도, 하솔의 마병장)은 기원전 10세기가 아닌 기원전 9세기로 비정되는 것이 타당하다. 또한 다윗 왕은 기원전 10세기~9세기로 비정하는데, 강한 왕권을 가졌다기 보단 유다의 소규모 부족의 족장 수준의 인물로 북이스라엘 왕국과는 무관하다고 본다. 물론, 저연대 이론이 모든 고고학자들이 동의하는 주장은 아니다. 아미하이 마자르 교수가 그 대표적인 예신데, 예루살렘과 기원전 11-10세기의 유적인 키르벳 케이야파에 대한 발굴조사가 진행됨에 따라 오늘날 일부 고고학자들은 기원전 11-10세기의 통일 이스라엘 왕국의 존재를 인정한다.
고전 시대
기원전 587년 신바빌로니아의 네부카드네자르 2세(성경의 느부갓네살)에게 정복되어 유다 백성들은 바빌론에 억류되었다. 기원전 537년 페르시아 왕 키루스 2세에게 석방된 유대인들은 예루살렘에 돌아와 성전을 재건하였다. 기원전 63년 폼페이우스의 로마 공화정에 정복된 이래로 원래의 하스몬 왕조와 일진일퇴 끝에 기원전 37년 로마의 지원을 받은 헤로데 대왕이 협공으로 로마령으로 확정하고 분봉왕 즉위와 동시에 성전을 개축하였다. 70년, 135년의 두 차례 봉기가 있은 후 로마는 전 유대인을 예루살렘에서 추방하고 '이방인의 도시'라 했다. 4세기에 로마가 기독교화됨에 따라 많은 교회가 세워졌다.

### 중세
638년 아랍의 이슬람교도들이 예루살렘을 정복했으나, 그들은 기독교의 성지를 존중하였다. 동시에 이슬람 사원이 솔로몬의 성전 터에 세워졌다. 1099년 제1차 십자군이 예루살렘을 점령하고 이슬람교도와 유대인을 무차별 학살하고 예루살렘 왕국을 세웠다. 1187년 이집트 아이유브 왕조의 술탄 살라딘이 예루살렘을 탈환하였다. 1260년 훌라구의 몽골군이 예루살렘 근방까지 육박했으나 바이바르스가 이들을 몰아냄으로써 맘루크 왕조의 성지 관할권이 확립되었다.

### 오스만 제국
1516년 오스만 제국의 셀림 1세가 예루살렘을 점령하여 400년 내내 지배하였다. 쉴레이만 1세 시대였던 1538년을 마지막으로 성벽이 재건되었다. 이 성벽은 예루살렘 구시가를 형성했는데 19세기 초반에는 유대인, 기독교도, 무슬림, 아르메니아인 구역으로 나뉘었다. 크림 전쟁 중에는 러시아와 영국, 프랑스 등의 성지 관리권 논쟁의 초점이 되었다. 1차 대전 중인 1917년 영국에 점령되어 위임통치령으로 확정되었다. 이후 유대인들의 대대적인 이민이 진척되었다.

### 이스라엘 건국
1948년 이스라엘의 건국으로 동예루살렘(요르단령)과 서예루살렘(이스라엘령)으로 분리되었다. 1967년 6월 제3차 중동 전쟁 당시에 이스라엘이 예루살렘 전체를 인위적으로 점령하였다. 1980년 7월 30일 이스라엘 국회는 예루살렘 전체를 "분리될 수 없는 이스라엘의 영원한 수도"로 규정한 《이스라엘의 수도 예루살렘에 관한 기본법》을 통과시켰지만 국제적으로 인정받지 못하고 있다. 1980년 8월 20일에 채택된 유엔 안전 보장 이사회 결의 제478호(찬성 14, 반대 0, 기권 1(미국))는 이스라엘의 주장을 국제법 위반으로 간주하며 모든 회원국들의 외교관들은 예루살렘에서 철수할 것을 촉구하고 있다. 이 결의에 따라 이스라엘에 있는 각국의 대사관과 대표부는 예루살렘 대신 텔아비브에 있으며 사실상 텔아비브가 이스라엘의 관문 역할을 하고 있다.

## 파노라마

성전산에 있는 바위의 돔을 올리브 산에서 본 모습.

## 기후
| 예루살렘 (1991년~2020년)의 기후 | 예루살렘 (1991년~2020년)의 기후 | 예루살렘 (1991년~2020년)의 기후 | 예루살렘 (1991년~2020년)의 기후 | 예루살렘 (1991년~2020년)의 기후 | 예루살렘 (1991년~2020년)의 기후 | 예루살렘 (1991년~2020년)의 기후 | 예루살렘 (1991년~2020년)의 기후 | 예루살렘 (1991년~2020년)의 기후 | 예루살렘 (1991년~2020년)의 기후 | 예루살렘 (1991년~2020년)의 기후 | 예루살렘 (1991년~2020년)의 기후 | 예루살렘 (1991년~2020년)의 기후 | 예루살렘 (1991년~2020년)의 기후 |
| 월                              | 1월                             | 2월                             | 3월                             | 4월                             | 5월                             | 6월                             | 7월                             | 8월                             | 9월                             | 10월                            | 11월                            | 12월                            | 연간                            |
| ------------------------------- | ------------------------------- | ------------------------------- | ------------------------------- | ------------------------------- | ------------------------------- | ------------------------------- | ------------------------------- | ------------------------------- | ------------------------------- | ------------------------------- | ------------------------------- | ------------------------------- | ------------------------------- |
| 역대 최고 기온 °C (°F)          | 24.4 (75.9)                     | 27.5 (81.5)                     | 32.7 (90.9)                     | 35.6 (96.1)                     | 38.6 (101.5)                    | 38.4 (101.1)                    | 40.6 (105.1)                    | 44.4 (111.9)                    | 42.7 (108.9)                    | 36.5 (97.7)                     | 30.5 (86.9)                     | 28.5 (83.3)                     | 44.4 (111.9)                    |
| 일평균 최고 기온 °C (°F)        | 12.7 (54.9)                     | 14.0 (57.2)                     | 17.4 (63.3)                     | 22.0 (71.6)                     | 26.2 (79.2)                     | 28.6 (83.5)                     | 30.0 (86.0)                     | 30.3 (86.5)                     | 28.9 (84.0)                     | 25.9 (78.6)                     | 19.9 (67.8)                     | 14.9 (58.8)                     | 22.6 (72.6)                     |
| 일일 평균 기온 °C (°F)          | 9.8 (49.6)                      | 10.7 (51.3)                     | 13.4 (56.1)                     | 17.3 (63.1)                     | 21.2 (70.2)                     | 23.5 (74.3)                     | 25.0 (77.0)                     | 25.3 (77.5)                     | 24.0 (75.2)                     | 21.6 (70.9)                     | 16.4 (61.5)                     | 11.9 (53.4)                     | 18.3 (65.0)                     |
| 일평균 최저 기온 °C (°F)        | 6.7 (44.1)                      | 7.3 (45.1)                      | 9.5 (49.1)                      | 12.5 (54.5)                     | 16.2 (61.2)                     | 18.3 (64.9)                     | 20.0 (68.0)                     | 20.2 (68.4)                     | 19.1 (66.4)                     | 17.3 (63.1)                     | 12.9 (55.2)                     | 8.8 (47.8)                      | 14.1 (57.3)                     |
| 역대 최저 기온 °C (°F)          | −6.7 (19.9)                     | −2.5 (27.5)                     | −0.3 (31.5)                     | 0.8 (33.4)                      | 7.6 (45.7)                      | 11.0 (51.8)                     | 14.6 (58.3)                     | 15.5 (59.9)                     | 13.2 (55.8)                     | 9.8 (49.6)                      | 1.8 (35.2)                      | −0.4 (31.3)                     | −6.7 (19.9)                     |
| 평균 강우량 mm (인치)           | 136.8 (5.39)                    | 117.9 (4.64)                    | 67.2 (2.65)                     | 21.8 (0.86)                     | 7.1 (0.28)                      | 0.3 (0.01)                      | 0.0 (0.0)                       | 0.0 (0.0)                       | 0.7 (0.03)                      | 10.3 (0.41)                     | 51.1 (2.01)                     | 112.3 (4.42)                    | 525.5 (20.7)                    |
| 평균 강우일수 (≥ 1 mm)          | 9.2                             | 8.5                             | 6.2                             | 2.4                             | 0.8                             | 0.0                             | 0.0                             | 0.0                             | 0.2                             | 1.9                             | 4.7                             | 7.7                             | 41.6                            |
| 평균 상대 습도 (%)              | 61                              | 59                              | 52                              | 39                              | 35                              | 37                              | 40                              | 40                              | 40                              | 42                              | 48                              | 56                              | 46                              |
| 평균 월간 일조시간              | 192.9                           | 243.6                           | 226.3                           | 266.6                           | 331.7                           | 381.0                           | 384.4                           | 365.8                           | 309.0                           | 275.9                           | 228.0                           | 192.2                           | 3,397.4                         |
| 출처 1: 이스라엘 기상청         |                                 |                                 |                                 |                                 |                                 |                                 |                                 |                                 |                                 |                                 |                                 |                                 |                                 |
| 출처 2: 미국 해양대기청         |                                 |                                 |                                 |                                 |                                 |                                 |                                 |                                 |                                 |                                 |                                 |                                 |                                 |

## 사진

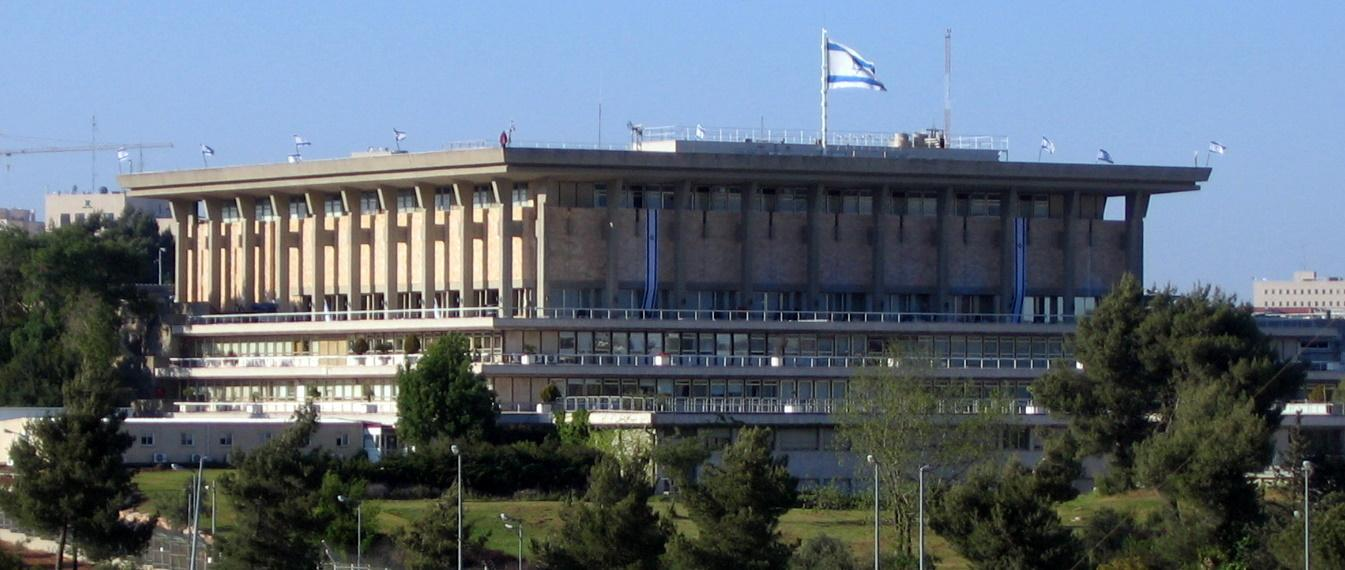
이스라엘 의회 - 이스라엘의 국회
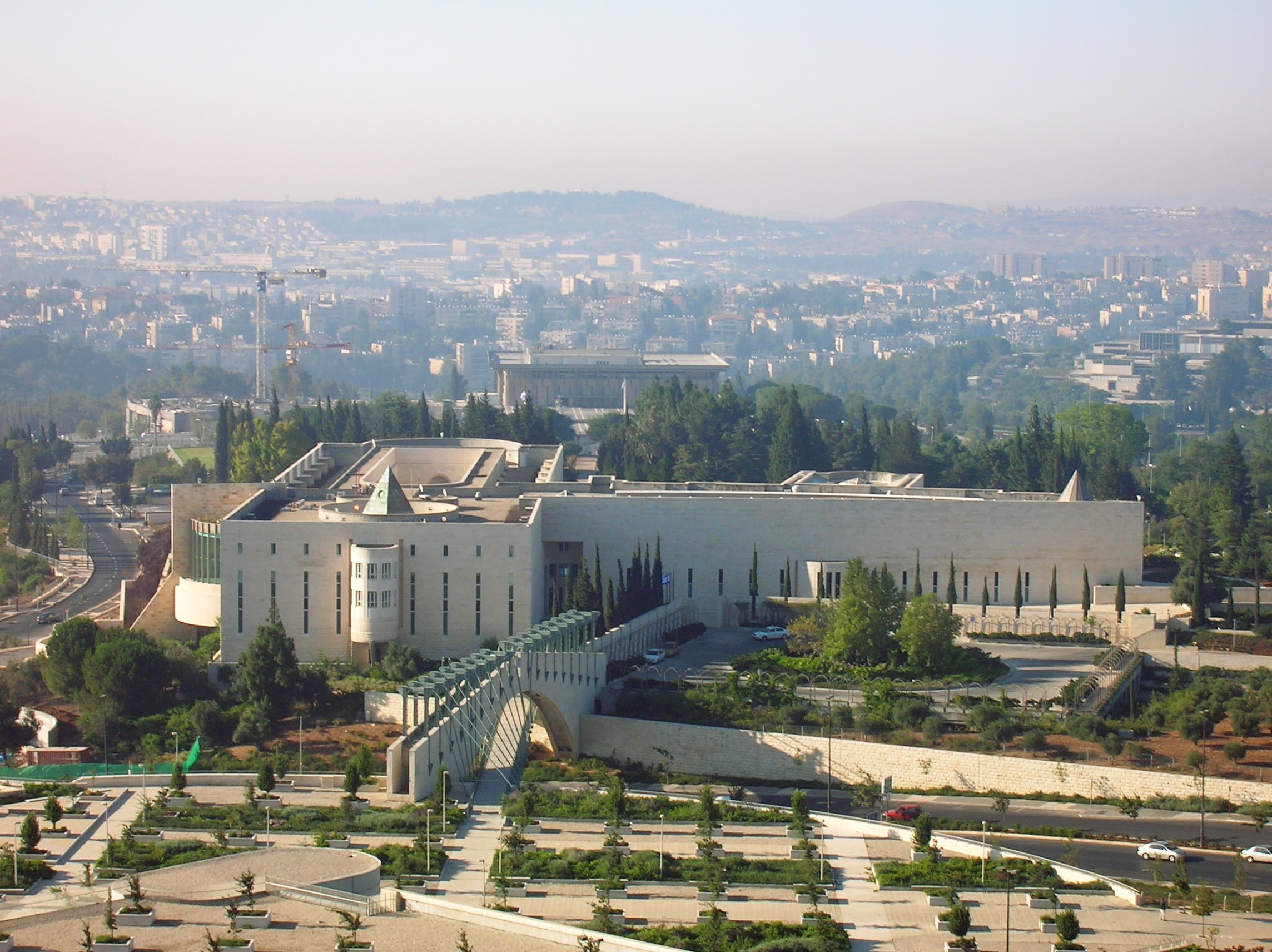
이스라엘 대법원
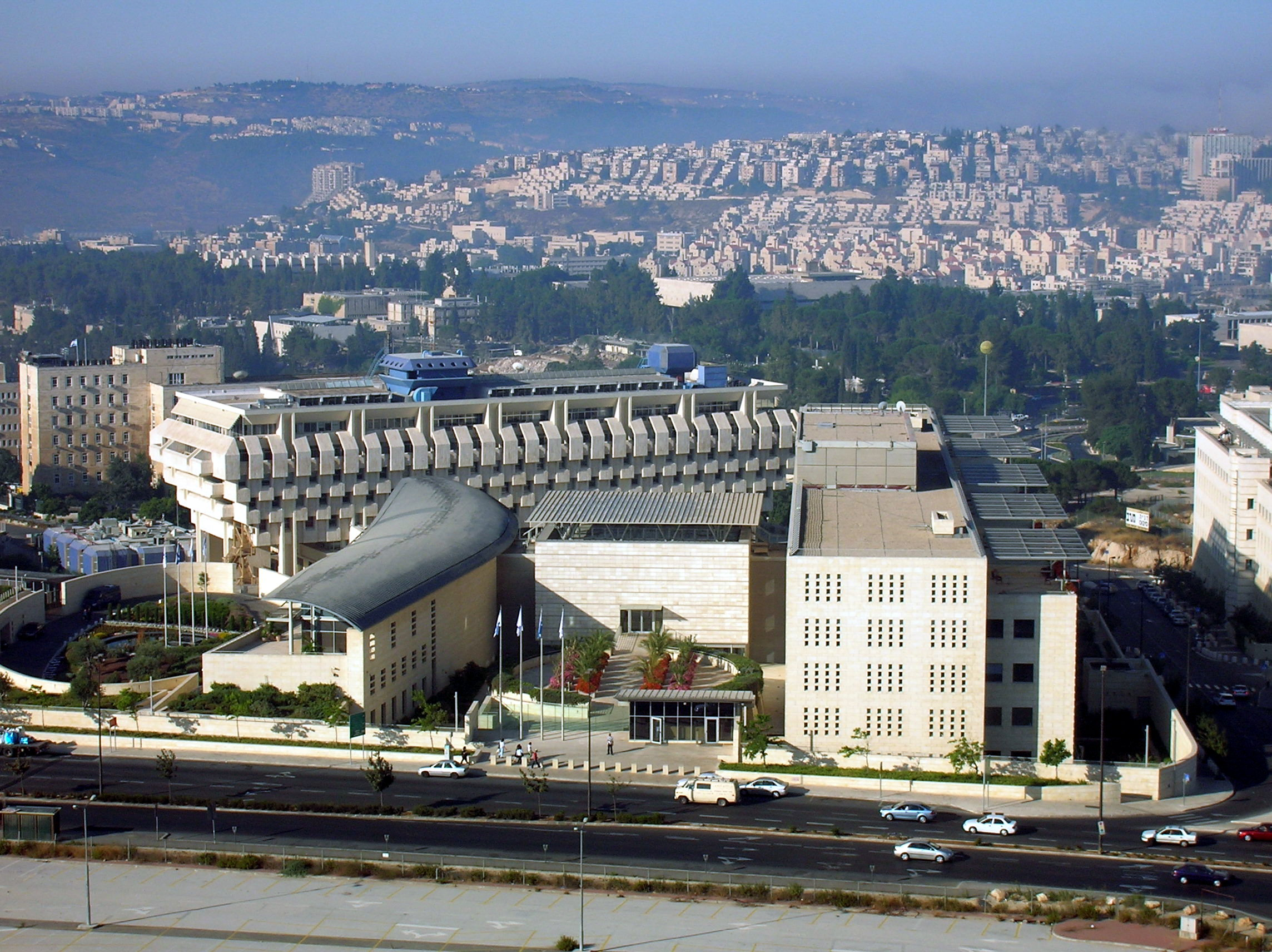
이스라엘 외무부
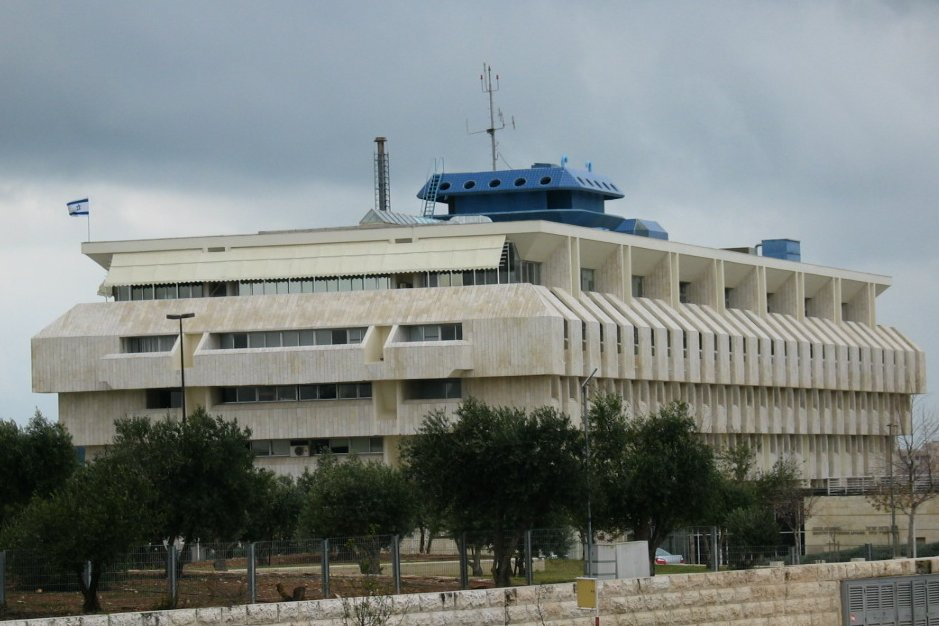
이스라엘의 은행
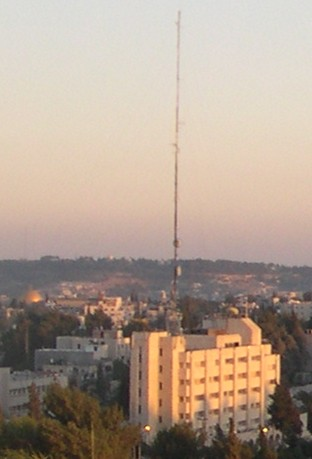
이스라엘 경찰 국립 본부
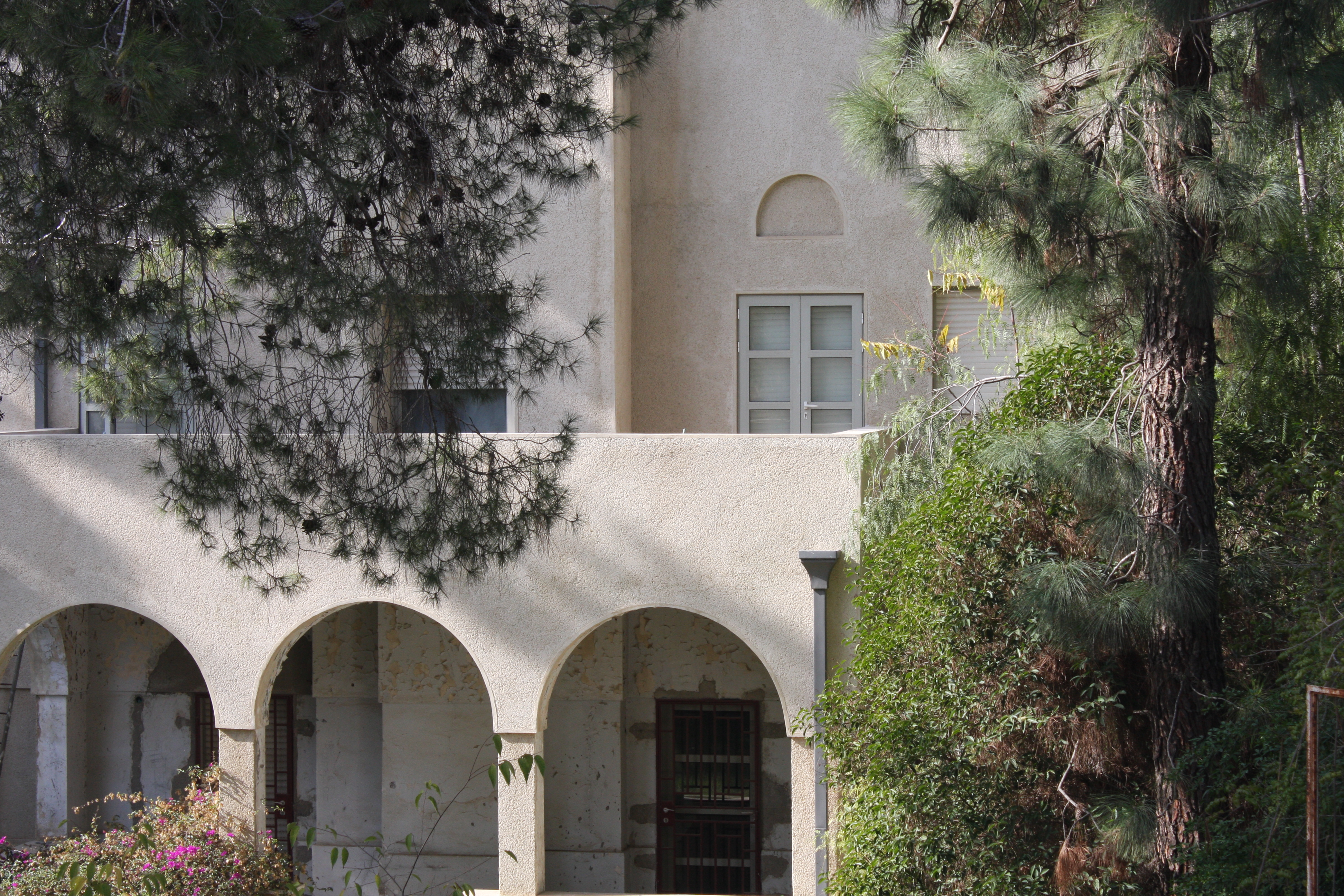
이스라엘 총리 관저
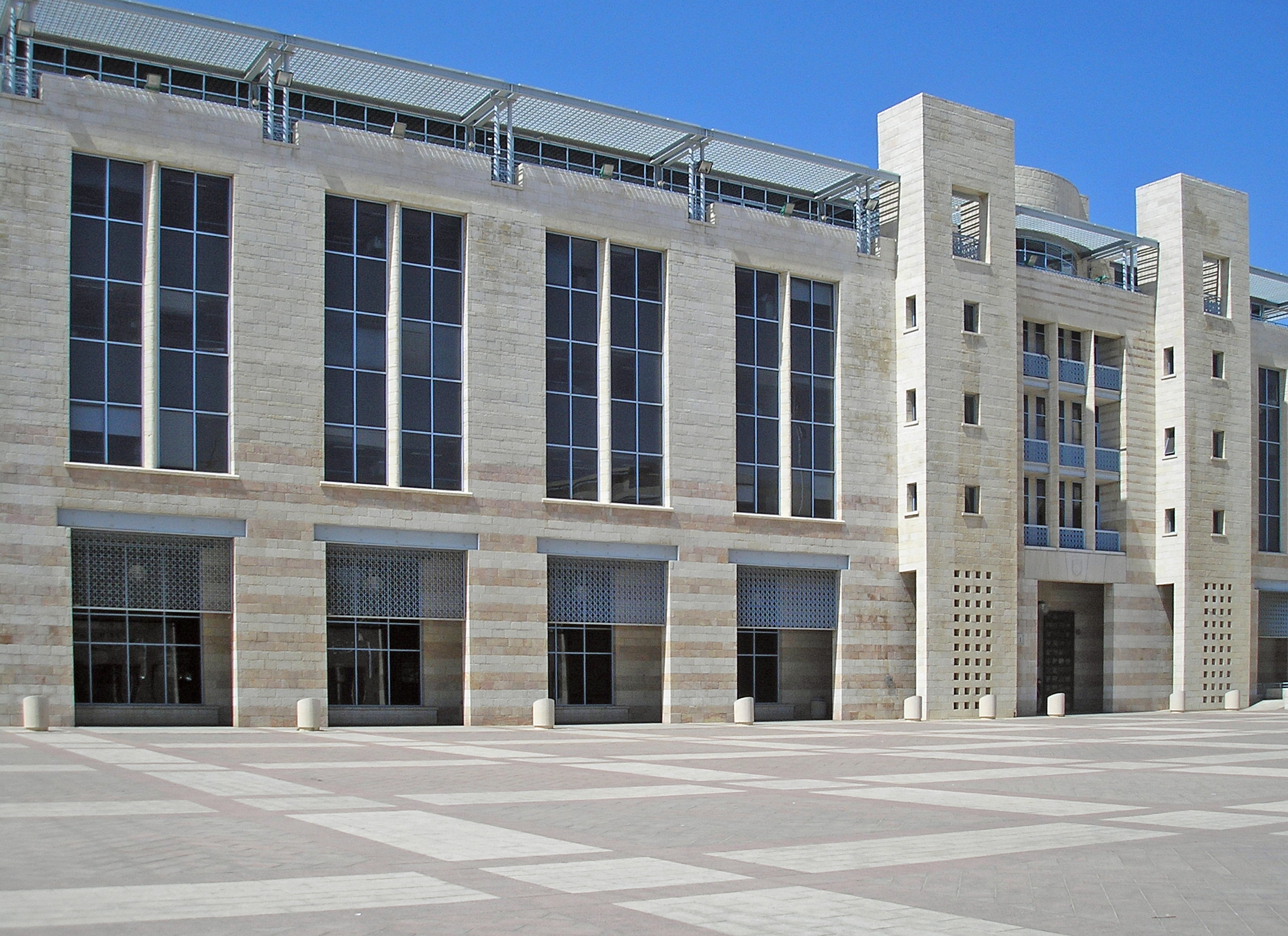
예루살렘 시청
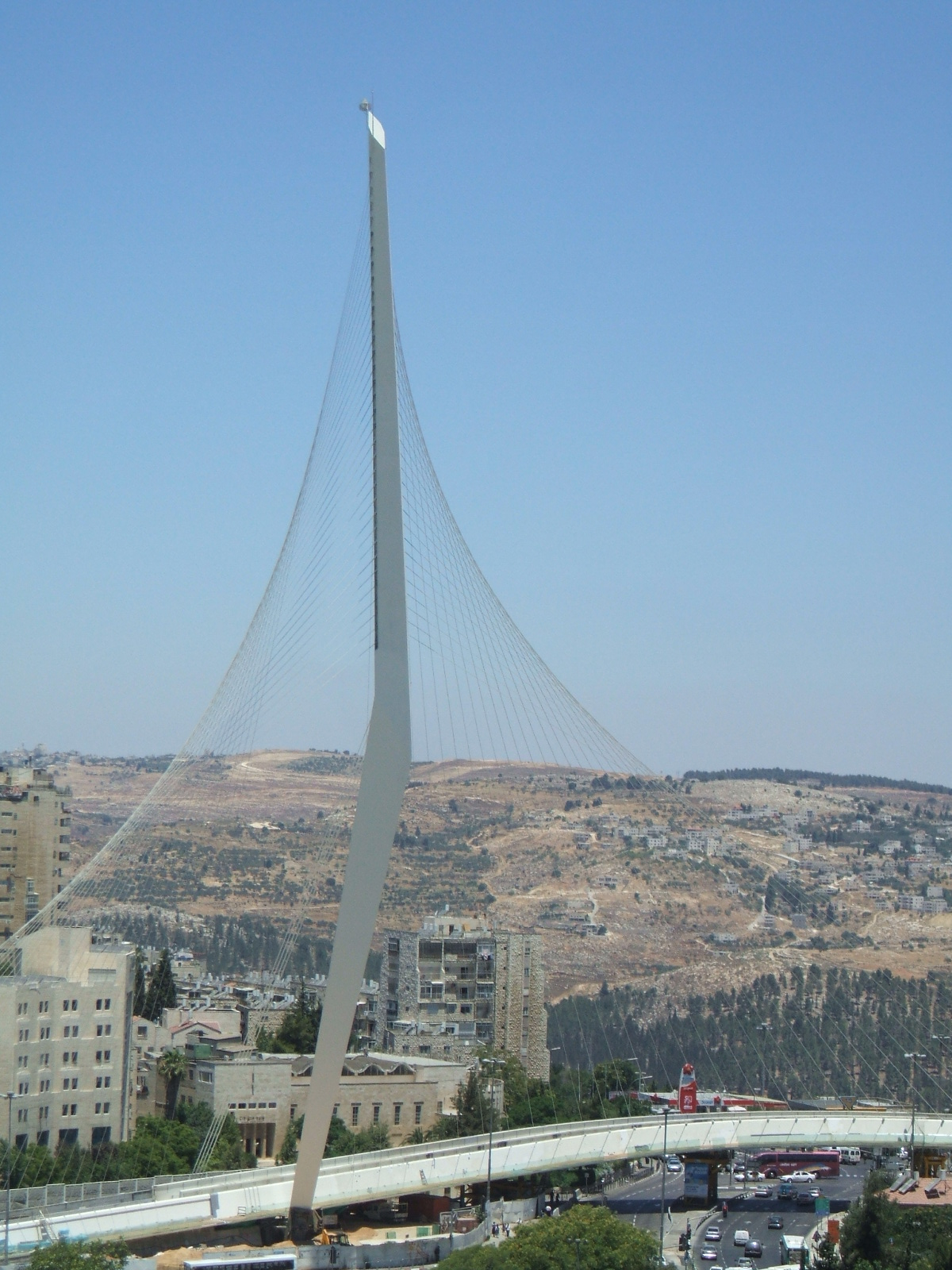
차량 다리
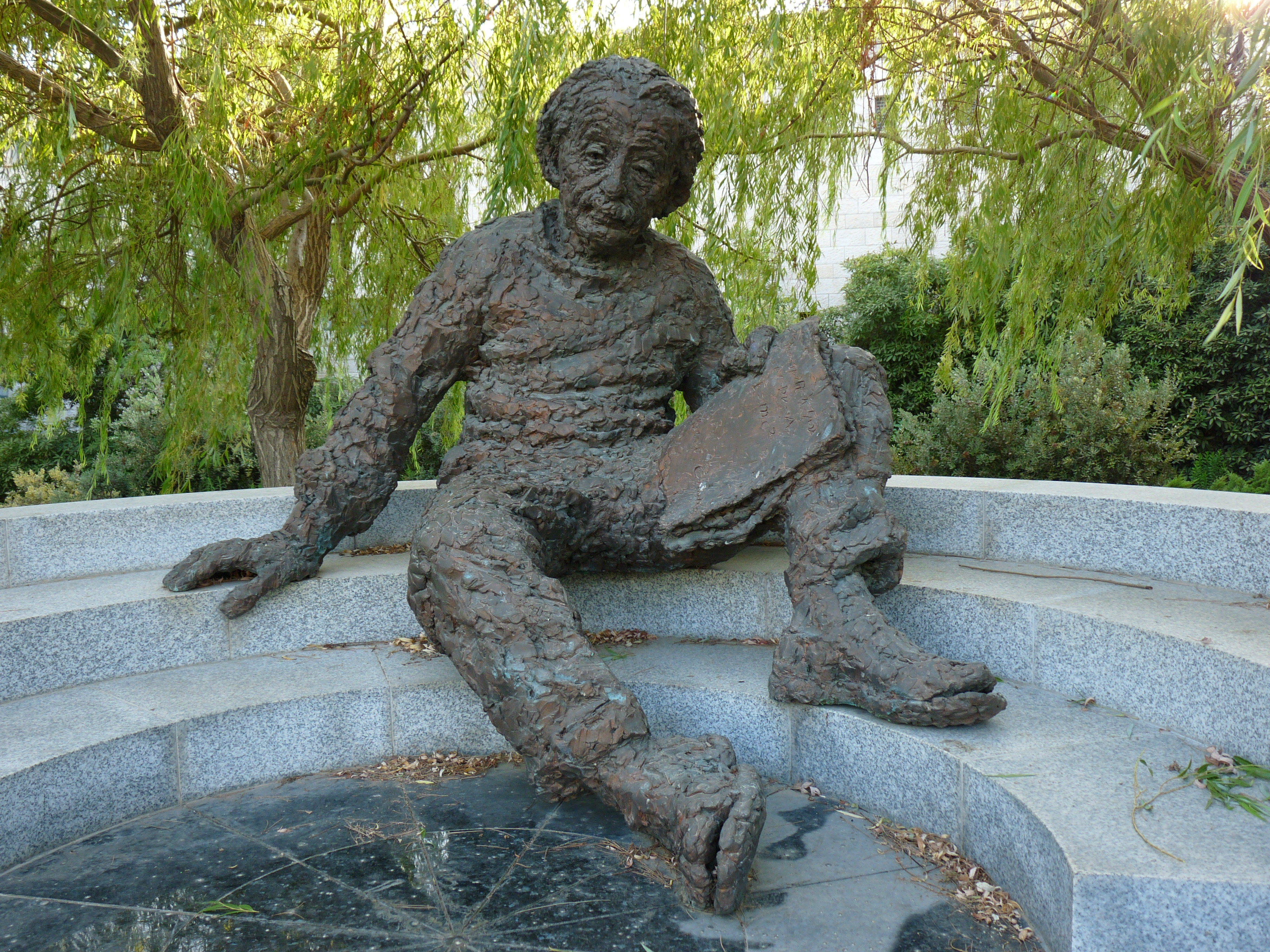
이스라엘 인문과학 아카데미
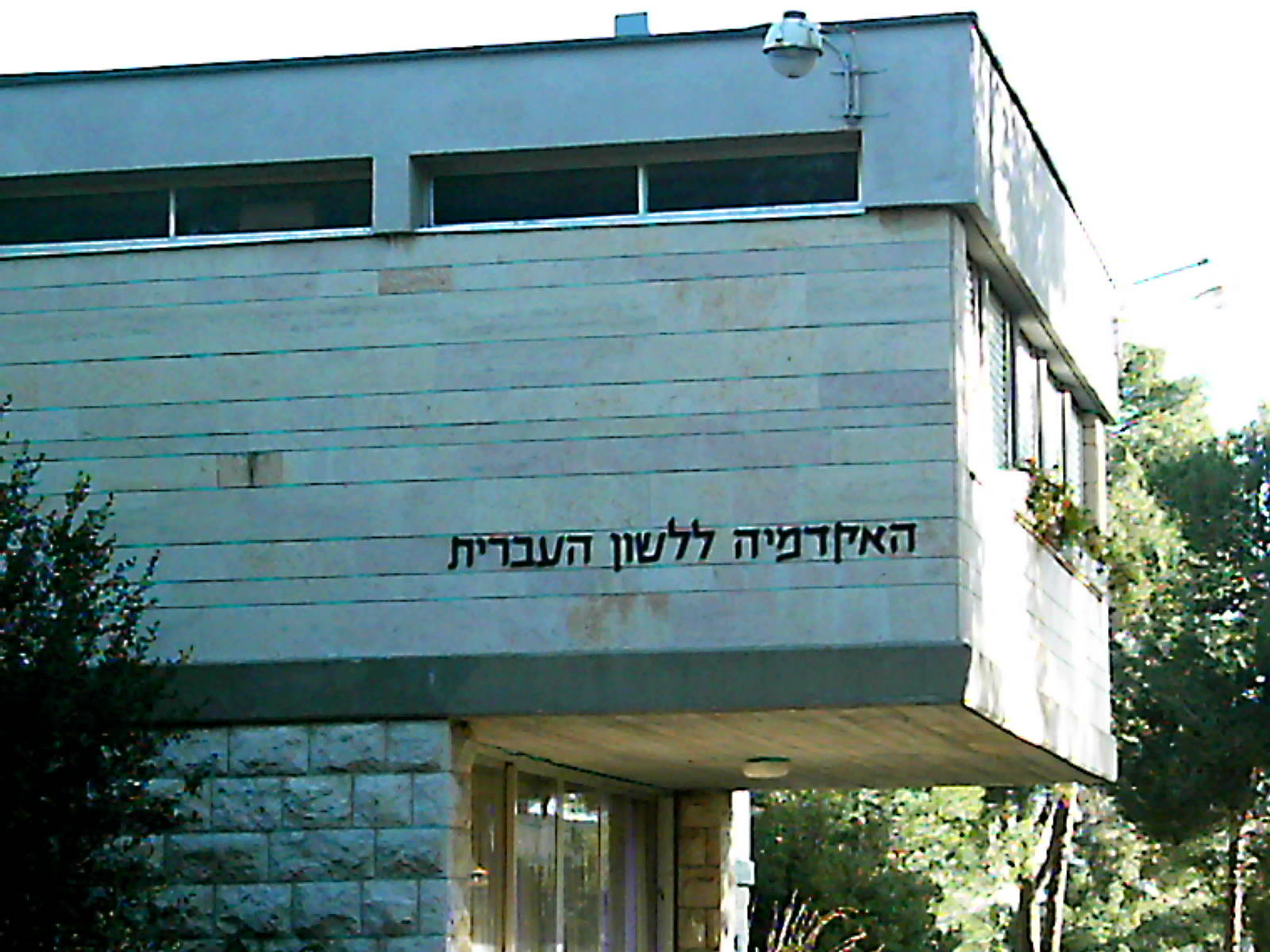
히브리어 아카데미
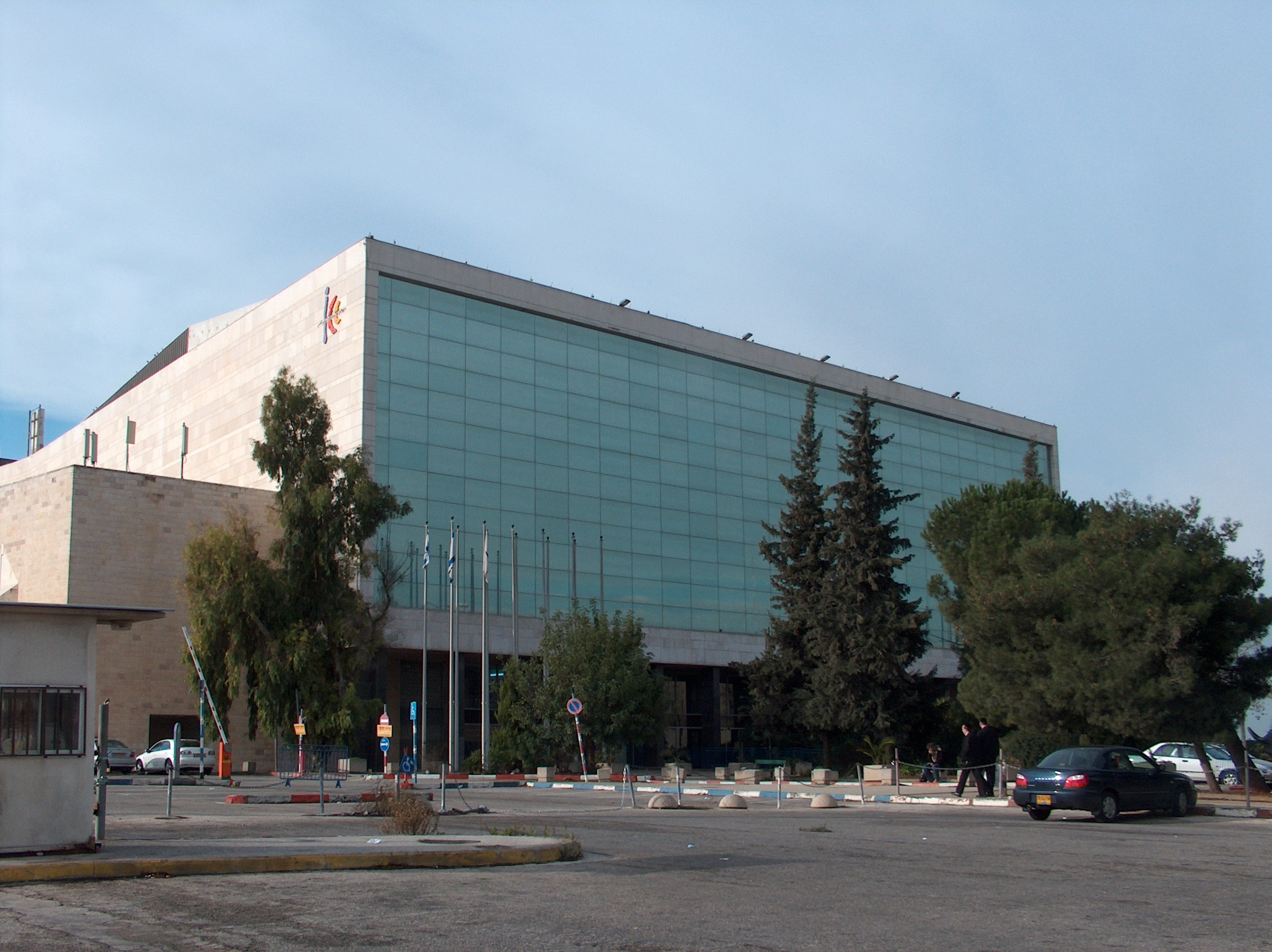
예루살렘 국제 컨벤션 센터
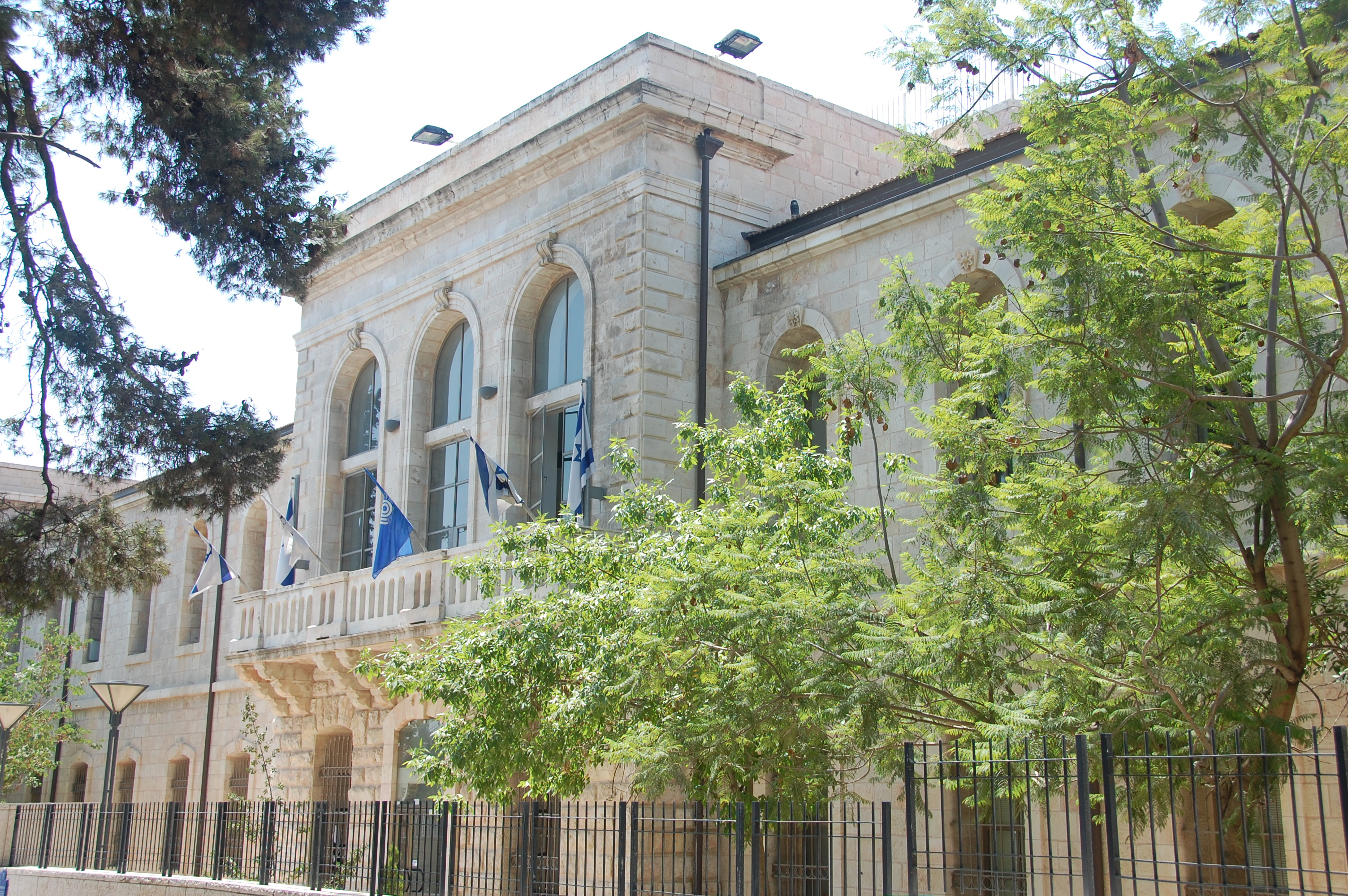
이스라엘 방송 기관
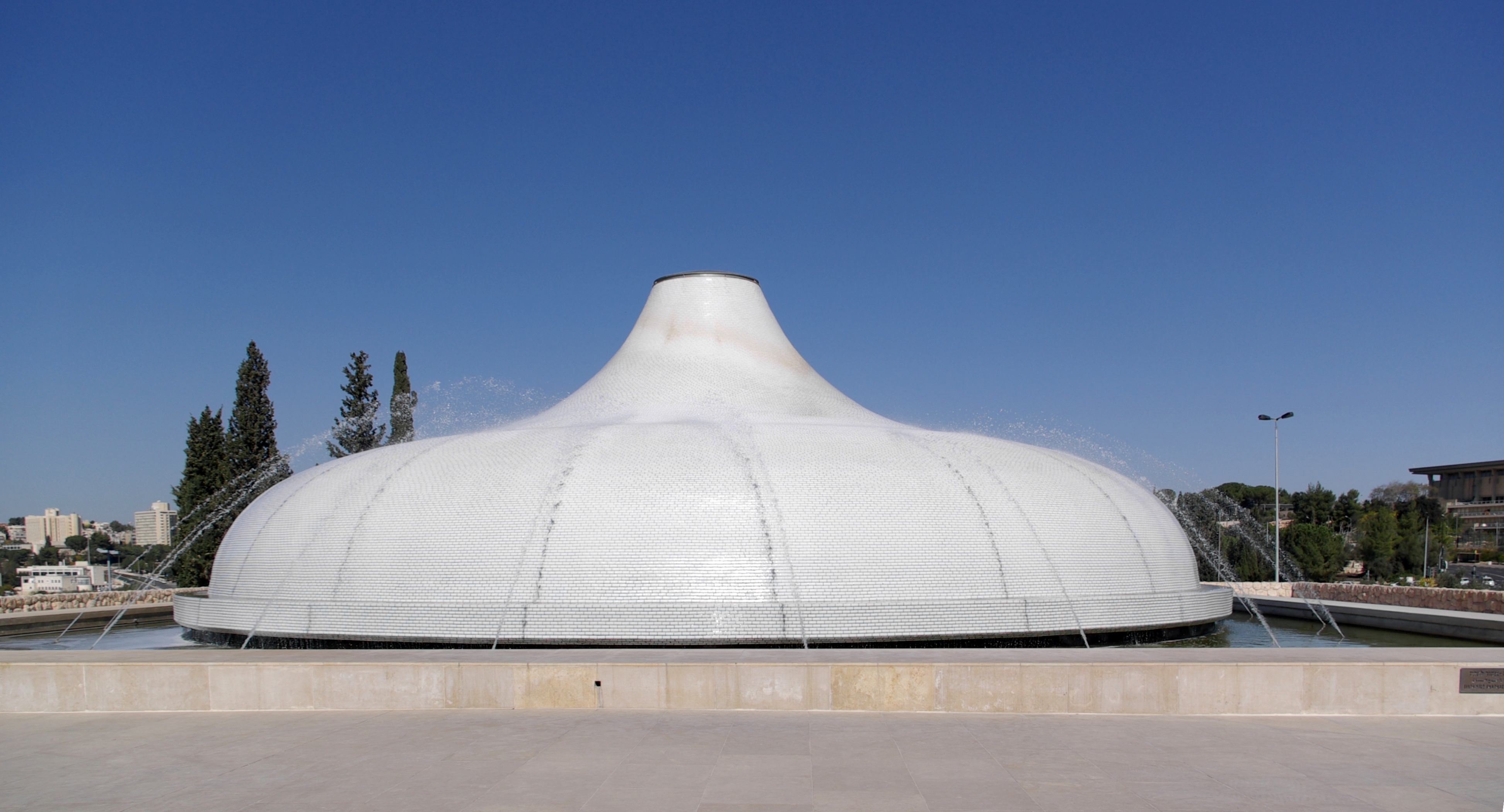
이스라엘 박물관
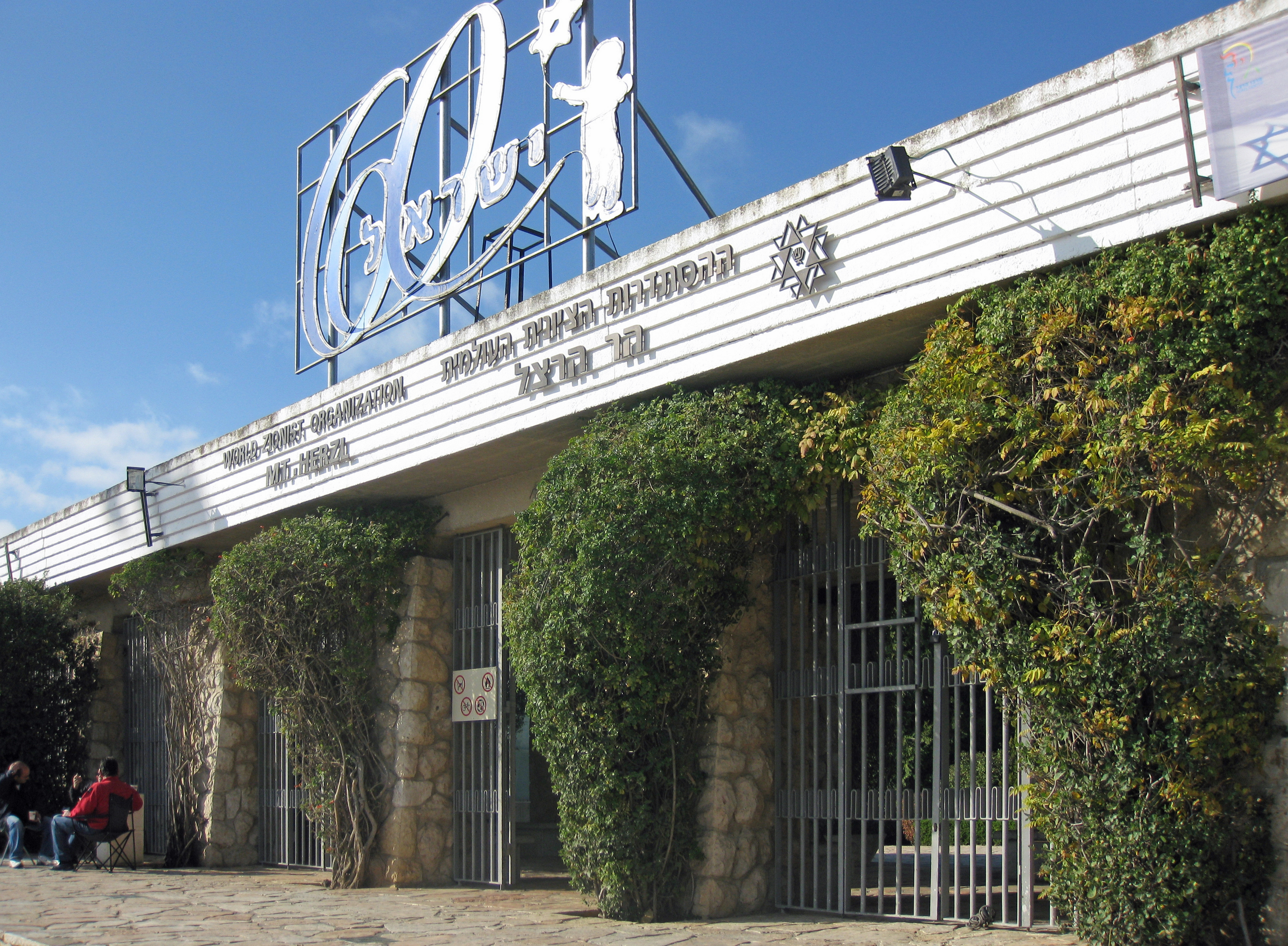
헤르츨 언덕(이스라엘의 국립묘지)
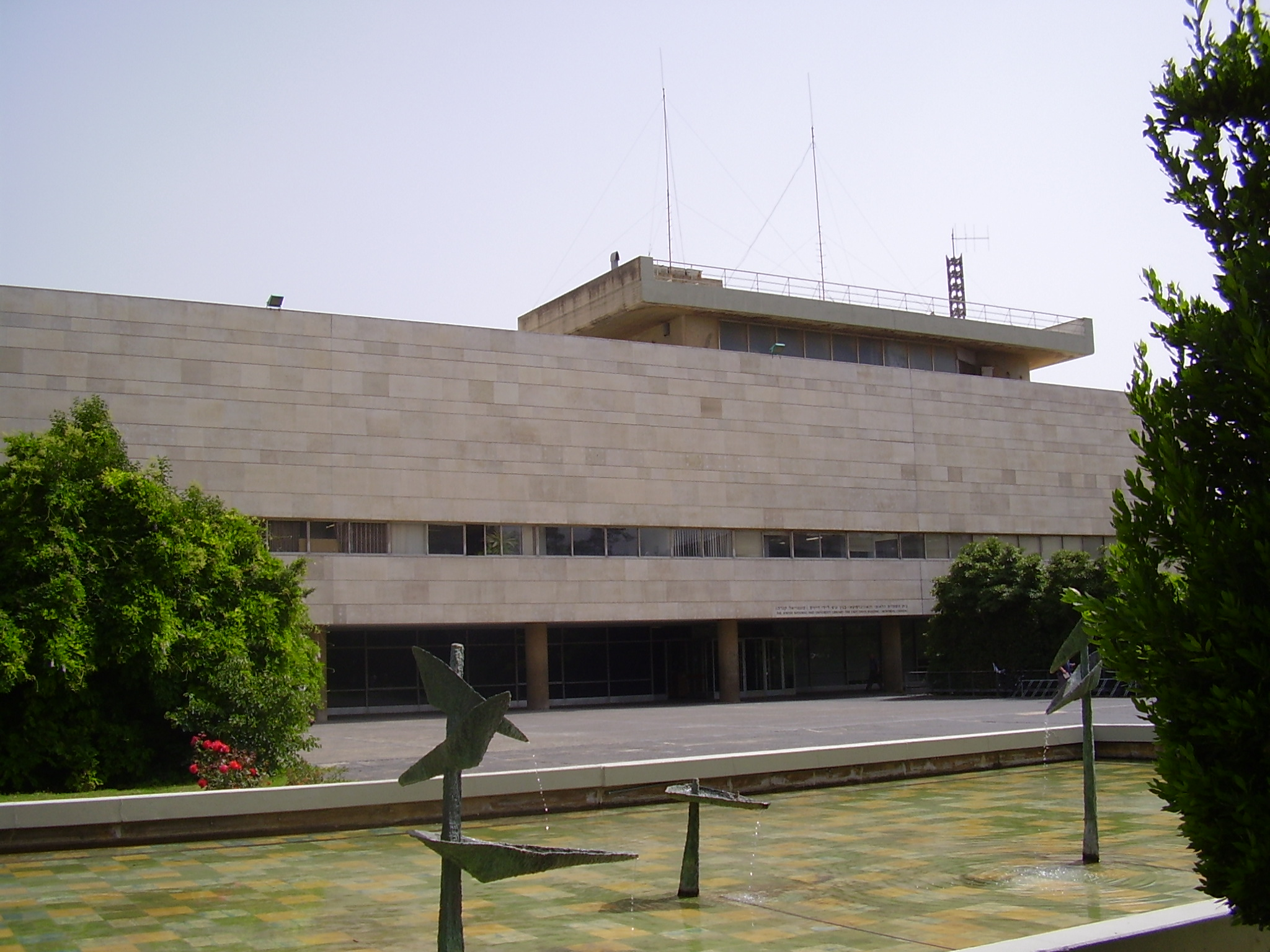
이스라엘 국립도서관
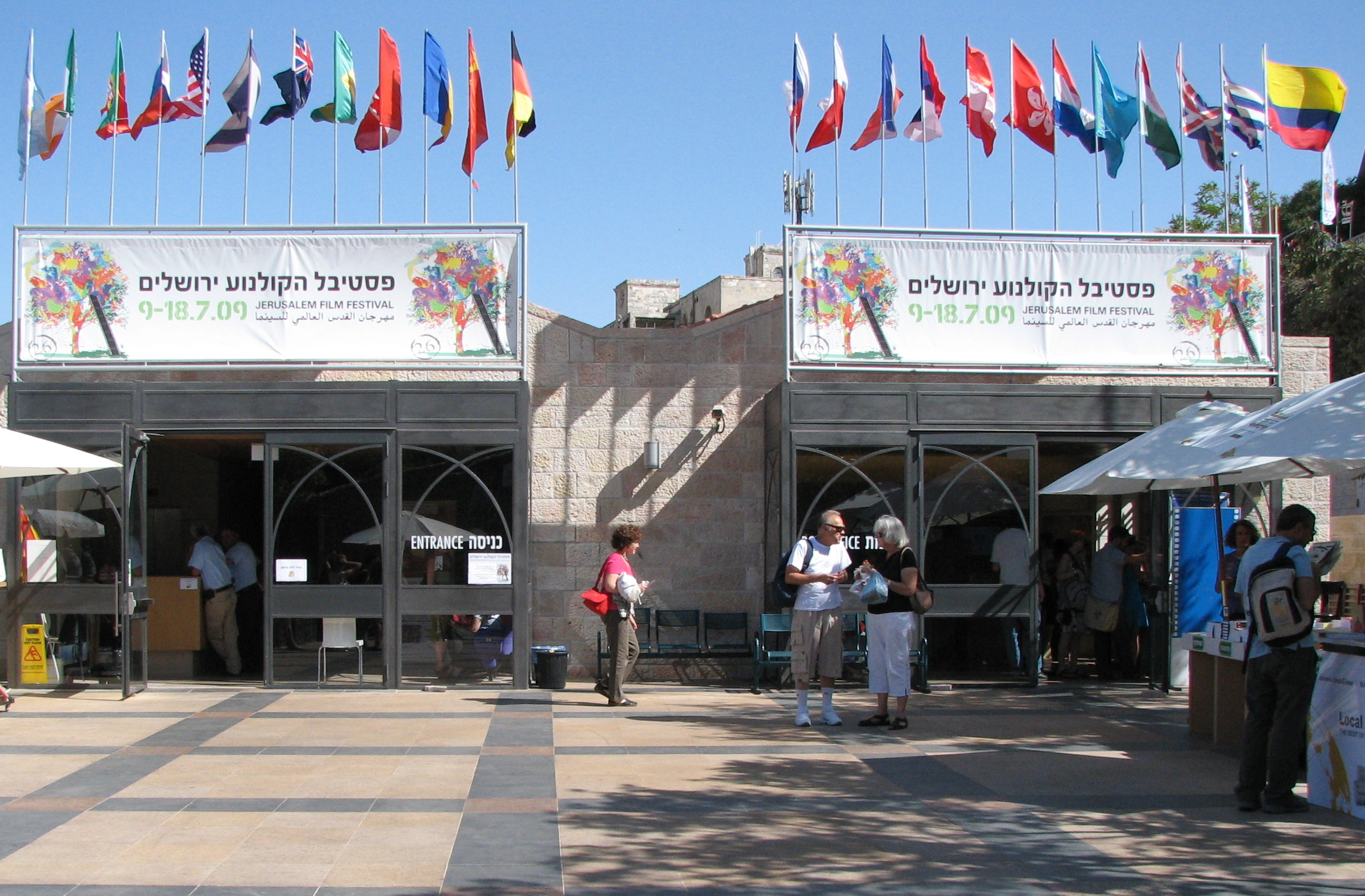
예루살렘 시네마
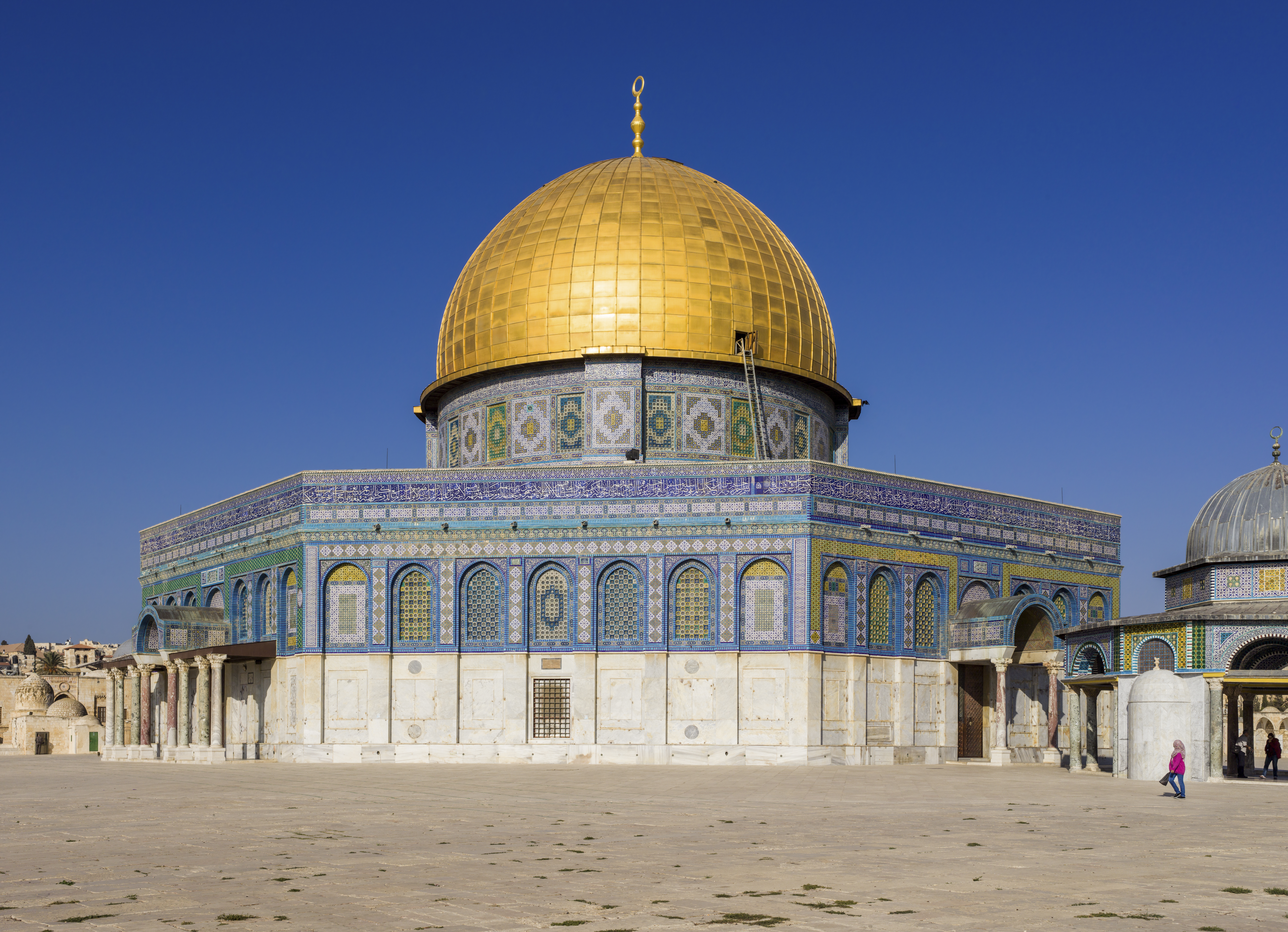
바위의 돔